# گیاهان دربرابر زامبی‌ها: نبرد برای ویلای همسایه
گیاهان دربرابر زامبی‌ها: نبرد برای ویلای همسایه (به انگلیسی: Plants vs. Zombies: Battle for Neighborville) یک بازی تیراندازی سوم شخص است که توسط پاپ کاپ گیمز ساخته شده و توسط الکترونیک آرتس برای مایکروسافت ویندوز، پلی استیشن ۴، ایکس باکس وان و نینتندو سوئیچ منتشر شده‌است. این سومین قسمت در اسپین آف‌های جنگ باغ در سری گیاهان دربرابر زامبی‌ها است. این بازی به عنوان عنوان دسترسی زودرس در سپتامبر ۲۰۱۹ قبل از انتشار کامل در اکتبر همان سال منتشر شد. پس از انتشار به‌طور کلی بررسی‌های مثبتی دریافت کرد.

## گیم پلی
شبیه بازی‌های قبلی خود، این بازی یک تیراندازی سوم شخص است که در آن بازیکنان کنترل گیاهان یا زامبی‌ها را در یک محیط چند نفره مشترک یا رقابتی به دست می‌گیرند. این بازی دارای ۲۳ کلاس گیم پلی قابل برنامه‌ریزی است که ۹ کلاس از آن‌ها برای این فرنچایز جدید هستند. آنها در چهار گروه مهاجمان، مدافعان، هواداران یا دسته‌ها دسته‌بندی می‌شوند. هر تیم همچنین یک کلاس بازی تیمی جدید دارد که به بازیکنان هم رده اجازه می‌دهد هنگام جنگ با دشمنان فرم‌ها را ترکیب کنند. بازیکنان می‌توانند در حالت‌های مختلف چند نفره رقابتی از جمله حالت مبتنی بر هدف Turf Takeover و نوع دث مچ تیم Team Vanquish و موارد دیگر در برابر یکدیگر به رقابت بپردازند. این بازی همچنین دارای چندین منطقه باز بازیکن در مقابل محیط است که به بازیکنان امکان می‌دهد اکتشاف کنند، کالاهای قابل جمع‌آوری و جستجوی کامل پیدا کنند. چند نفره محلی با صفحه تقسیم نیز برای همه حالت‌های گیم پلی در دسترس است.

## بازخورد
دربارهٔ گیاهان دربرابر زامبی‌ها: نبرد برای ویلای همسایه نظرات مثبت داده شد. دستراکتید در پلی‌استیشن ۴ به بازی ۷٫۵ از ‍۱۰ داده است و گفته که بازی «نبرد برای ویلای همسایه برای پشت سر گذاشتن انتظارات از بین نمی‌رود، اما این یک بازی احمقانه، عجیب و شاد است - یکی خوشحالم که با نور سبز روشن شد». گیم‌رولوشن به نسخه کامپیوتر ۳٫۵ ستاره داد و گفت: "متاسفانه، جدای از ارائه قوی تر [گیاهان دربرابر زامبی‌ها] و شخصیت های جدید، بسیاری از تغییرات دیگری که برای بهتر شدن گیاهان دربرابر زامبی‌ها: نبرد برای ویلای همسایه وجود نداشت.
| گردآورنده | امتیاز                                         |
| --------- | ---------------------------------------------- |
| متاکریتیک | PC: ۷۷/۱۰۰ PS4: ۷۷/۱۰۰ XONE: ۷۶/۱۰۰ NS: ۷۴/۱۰۰ |

| ناشر                | امتیاز  |
| ------------------- | ------- |
| سی‌جی‌ام              | ۷/۱۰    |
| دستراکتید           | ۷٫۵/۱۰  |
| گیم اینفورمر        | ۷٫۷۵/۱۰ |
| گیم رولیشن          | ۶/۱۰    |
| آی‌جی‌ان              | ۷٫۴/۱۰  |
| نینتندو لایف        | [ ۱۴ ]  |
| نینتندو ورلد ریپورت | ۷٫۵/۱۰  |
| پوش اسکوئر          | [ ۱۶ ]  |
| شک‌نیوز              | ۹/۱۰    |

در وبگاه متاکریتیک، نسخه اکس‌باکس وان بازی دارای امتیاز ۷۶ از ۱۰۰ و ۷۷ از ۱۰۰ است و هر دو نسخه پلی‌استیشن ۴ و پی‌سی «بررسی‌های عموماً مطلوب» را نشان می دهد.